# IC 2701
IC 2701 ist eine Galaxie vom Hubble-Typ S? im Sternbild Löwe am Nordsternhimmel. Sie ist schätzungsweise 617 Millionen Lichtjahre von der Milchstraße entfernt.
Das Objekt wurde am 27. März 1906 von Max Wolf entdeckt.